# Ramanella obscura
Ramanella obscura és una espècie de granota que viu a Sri Lanka.